# Oreitia
Oreitia es un concejo del municipio de Vitoria, en la provincia de Álava, País Vasco (España).

## Geografía
El concejo se sitúa en la orilla izquierda del río Alegría, junto a la carretera local de Ilárraza a Salvatierra y a la línea de ferrocarril de Madrid-Irún en la cual se sitúa el apeadero ferroviario denominado por ADIF como Estívaliz-Oreitia (actualmente sin servicio de viajeros) que daba servicio tanto a la localidad como al Santuario de Estíbaliz. Forma parte de la Zona Rural Este de Vitoria.

## Etimología
Aparece como Oretia en el Cartulario de San Millán de 1025, alterando su grafía a Oreytia en documentación de 1257, de nuevo Oretia en 1294 y el actual Oreitia en documentación de 1331.

## Historia
En la antigüedad, junto al concejo llegó a existir un hospital de peregrinos, situado cerca del Santuario de Estíbaliz. En 1138 se recoge la donación al monasterio de Nájera de una casa que tenía en Oreitia María López de Estívariz, mientras que, según una escritura dada en Valladolid el 11 de mayo de 1542, Atanasio de Ayala, cedió al hospital de Santiago de Vitoria, entre otros bienes, unos que poseía en Oreitia.
A mediados del siglo XIX, cuando formaba parte del ayuntamiento de Elorriaga, tenía 119 habitantes. Aparece descrito en el duodécimo tomo del Diccionario geográfico-estadístico-histórico de España y sus posesiones de Ultramar de Pascual Madoz de la siguiente manera:

OREITIA: l. del ayunt. de Elorriaga, en la prov. de Alava, par. jud. de Vitoria (1 ½ leg.), aud. terr. de Búrgos, c. g. de las Provincias Vascongadas, dióc. de Calahorra (14). sit. en la llanada de Alava, clima frio, le combaten los vientos N. y SO. y se padecen calenturas. Tiene 28 casas, inclusa la municipal y cárcel; escuela de primera educacion para ambos sexos, frecuentada por 30 alumnos y dotada con 20 fan. de trigo; igl. parr. (San Pelayo), servida por 2 beneficiados de nombramiento del cabildo, uno de los cuales con título de cura de provision del ordinario: para surtido del vecindario hay varias fuentes de abundantes y esquisitas aguas. Confina el térm. N. Arbulo; E. Argomaniz; S. Villafranca, y O. Matauco, y comprende dentro de su circunferencia un monte poco poblado. El terreno es arenisco; le atraviesa un riach. que nace en el puerto de San Vitor, y pasa por medio de este pueblo, con un puente de piedra. Los caminos son de pueblo á pueblo en mal estado. El correo se recibe de Vitoria. prod.: trigo, maiz, patatas, cebada, avena, alholva, yeros, habas y mijo: cria de ganado vacuno, caballar y lanar: caza de codornices, perdices, tordas, palomas, tórtolas y liebres: pesca de anguilas, barbos, lonjas y cangrejos. ind.: ademas de la agricultura y ganaderia, hay 2 molinos harineros en buen estado. pobl.: 16 vec., 119 alm. riqueza. y contr. con su ayunt. (V.)
(Madoz, 1849, p. 302)

Décadas después, ya en el siglo XX, se describe de la siguiente manera en el tomo de la Geografía general del País Vasco-Navarro dedicado a Álava y escrito por Vicente Vera y López:

Oreitia.—Aldea distante de Vitoria 10,725 metros, con 27 viviendas, de las cuales 26 son de dos pisos y 1 está sin habitar; poblada por 130 almas de hecho y 134 de derecho; de las primeras son varones 69 y hembras 61. Su parroquia, rural de segunda clase, está dedicada á San Julián y pertenece al arciprestazgo de Alegría. En su término se alza la ermita de San Pelayo. Carece de escuela pública y los niños asisten á la de Monasterioguren. Limita, al N., con Arbulo; al S., con El Burgo; al E., con Argómaniz y y al O., con Matauco; situada en terreno llano, su suelo es bastante arenoso; produce cereales, legumbres y hortalizas; cría ganado lanar, caballar, vacuno y de cerda. Comunica con Vitoria por la carretera de dicha ciudad á Alegría.
(Vera y López, 1915-1921, pp. 356-357)

## Demografía
El concejo cuenta con una población de 80 habitantes según el Padrón Municipal de habitantes del Ayuntamiento de Vitoria.
| Gráfica de evolución demográfica de Oreitia entre 2000 y 2018                                            |
| |
| Población (2000-2017) según los censos de población del INE. Población según el padrón municipal de 2018 |

## Cultura

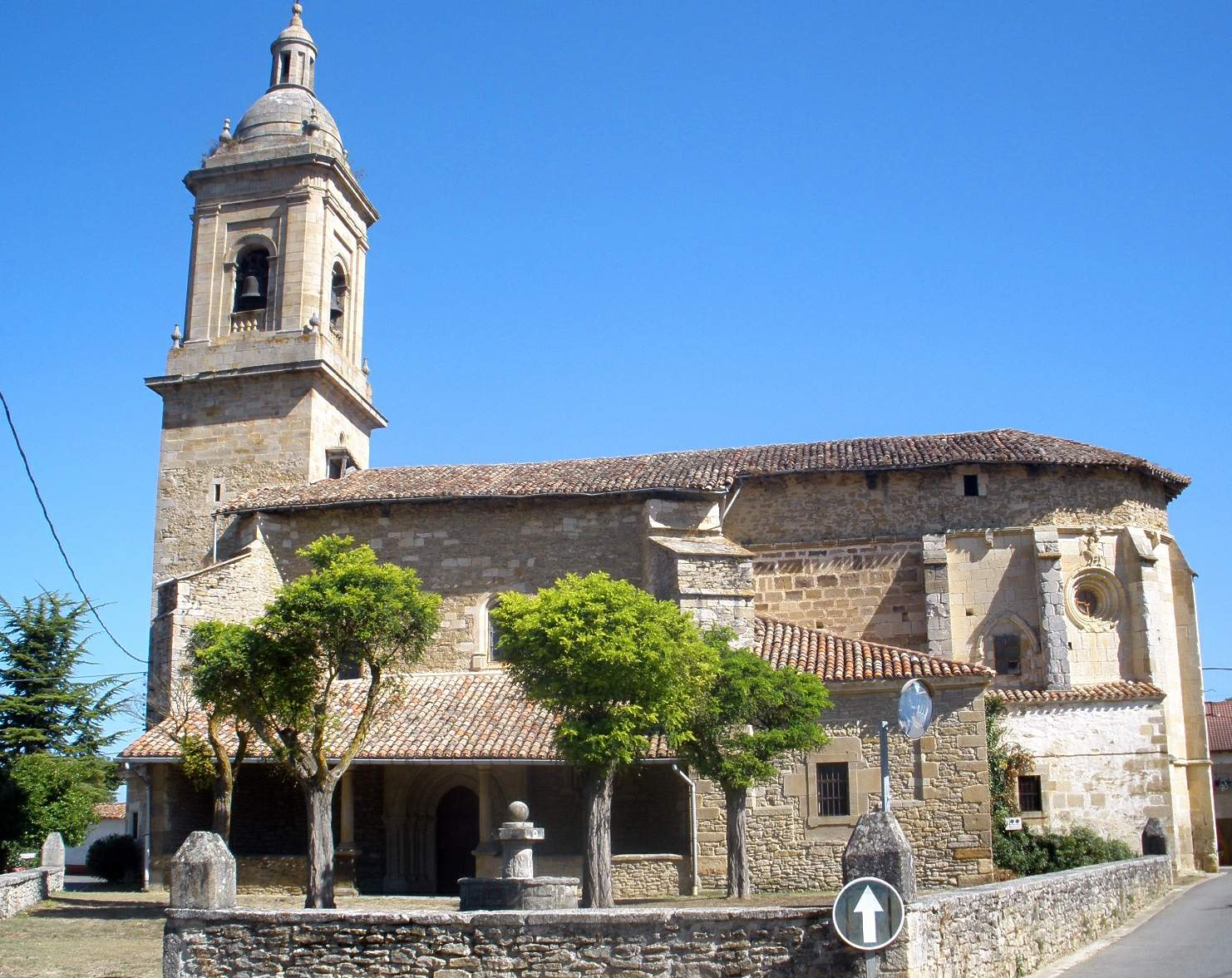
Iglesia de San Julián y Santa Basilisa

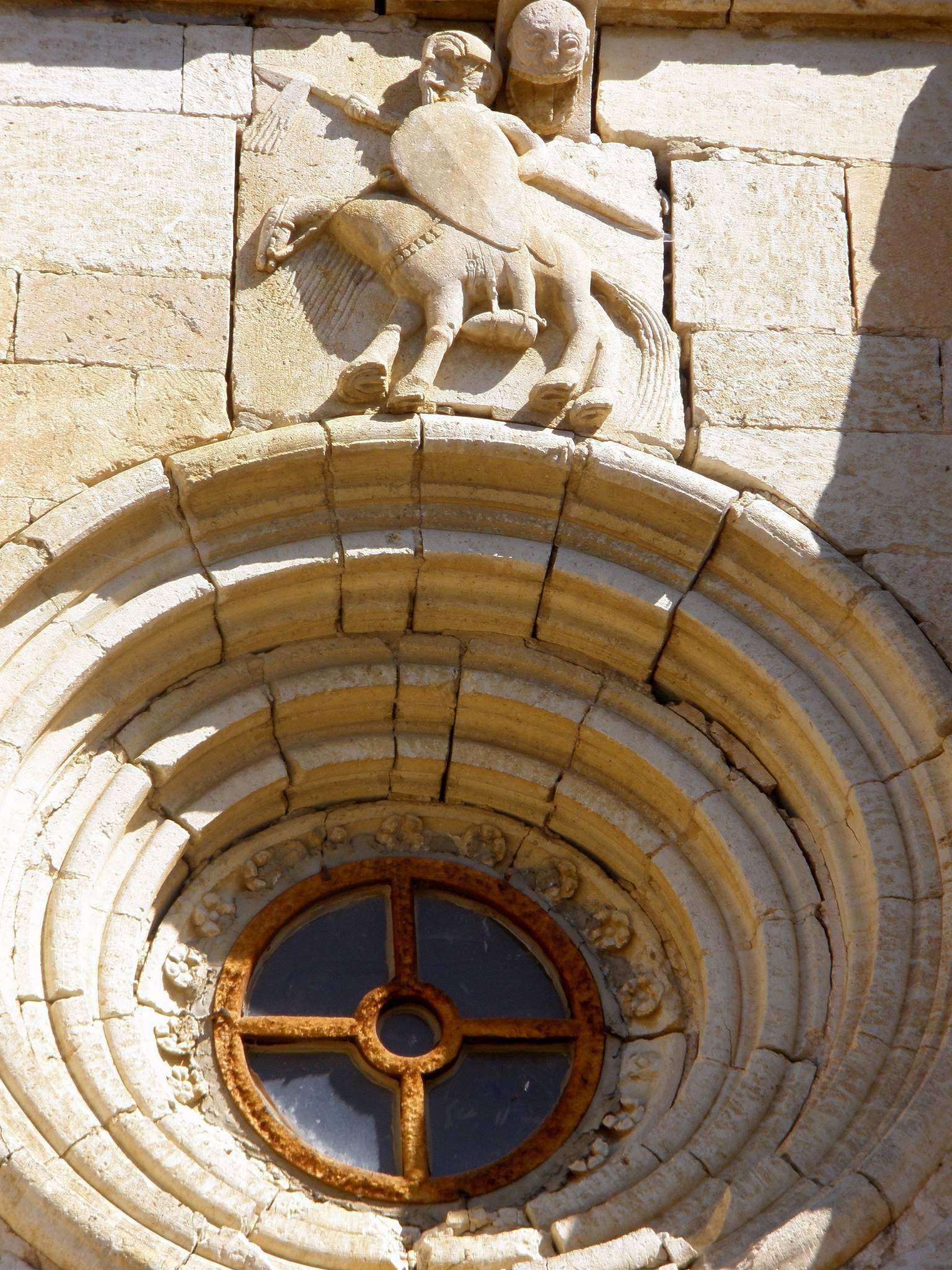
El Caballero de Oreitia

### Patrimonio material
- Iglesia de San Julián y Santa Basilisa. Construida originalmente en el siglo XIII en estilo románico tardío, posee importantes vestigios de su fábrica original, como la portada, los canecillos en la imposta triple del ábside o los vanos del presbiterio. En su interior alberga la pila bautismal y el coro del siglo XVI, siendo el retablo mayor del siglo XVII. Destaca en el exterior de la iglesia, sobre un ventanal, el conocido como "Caballero de Oreitia".
- Palacio fuerte de Guevara-Lazarraga. Reformado en el siglo XVI, conserva los escudos de los Guevara y Lazarraga. [9]
- Torre de Ortiz de Zárate. Conserva en su fachada escudos de la casa de Guevara.
- La Torre Blanca. Fue fundada por Diego Abad de Guevara, clérigo de Oreitia y que fue linaje de los Guevara.[10]
- Palacio de Abajo. Edificio de época más moderna perteneciente a los Ortiz de Zárate.
- Ermita de San Pedro. Importante por estar enlazada a las peregrinaciones jacobeas.

### Patrimonio inmaterial
- 1 de septiembre y 9 de enero (San Julián y Santa Basilisa).